# Left Behind (Симпсоны)
«Left Behind» (с англ. — «Оставленный») — девятнадцатая серия двадцать девятого сезона мультсериала «Симпсоны». Впервые вышла 6 мая 2018 года в США на телеканале «FOX».

## Сюжет
Во время ужина Симпсонов происходит солнечное затмение. Мардж, Лиза, Барт, Мэгги и дедушка Симпсон выходят на улицу, чтобы посмотреть его, но Гомер остаётся внутри и продолжает есть, потому что это «день свиной отбивной». Мардж раздражена апатией Гомера, потому что на следующий день у них романтическое свидание.
После того, как Гомер и Мардж возвратились со свидания домой, Нед Фландерс приходит к ним в поисках совета, поскольку он безработный после того, как был вынужден закрыть свой магазин «Левориум». Гомер помогает устроить Фландерса на Спрингфилдскую электростанцию. Тем временем Род и Тодд остаются с Симпсонами, при чём Тодд действует на нервы Лизе…
На станции жёсткие методы Фландерса (настаивать на карпулинге и требует большей производительности от работы Гомера) раздражают сотрудников, особенно Гомера. Той ночью Гомер молится об увольнении Фландерса, что и происходит на следующий день, после того, как Нед предлагает мистеру Бёрнсу пожертвовать деньги на благотворительность.
Фландерс пробует себя ещё на нескольких работах, в том числе преподавателя круизных танцев, фотографа журнала «Rolling Stone» и продавца придорожных «Библий», однако каждый раз терпит неудачу и впадает в депрессию. Мардж предлагает Неду последовать примеру Иисуса и стать учителем. Эта мысль приведёт его к тому, чтобы заменить учителя в Спрингфилдской начальной школе. Он быстро ошеломлён всеми непослушными учениками в классе Барта и уходит в отставку после того, как Нельсон оказывает давление на Барта, чтобы он плюнул в усы Фландерсу.
Гомер и Барт, которые разрушили Фландерсу жизнь, встречаются в таверне Мо, чтобы обсудить это. Позже они идут к дому Неда, чтобы извиниться и убедить его вернуться к преподаванию. Фландерс колеблется, но Барт убеждает его, напоминая ему о бывшем учителе Барта, умершей жене Неда, Эдне. Затем Барт и Флендерс составляют план, чтобы ученики были послушными. Используя серию уловок Барта, он и Нед могут успокоить учеников, создавая предполагаемые «действия Бога», которые пугают их. Фландерсу внушают вновь обретённую уверенность, и он благодарит Барта за помощь.

## Культурные отсылки
- Песня «My Funny Valentine» играет, когда Гомер готовится к свиданию с Мардж.
- Парфюм «Толстяк» от Кевина Джеймса — отсылка к его персонажу Дагу Хеффернану из сериала «Король Квинса».
- В списке Гомера есть пункт «Все фильмы „Крепкий орешек“» (англ. «All the Die Hard Movies»).
- Во время прогулки на гондоле подросток со скрипучим голосом поёт песню «Con te partirò» Андреа Бочелли.
- В постели Гомер представляет супергероиню, которая похожа на Чудо-женщину.
- Название лавки, с которой Нед делил киоск «50 Shades of Shades» — отсылка к фильму «Пятьдесят оттенков серого» (англ. «Fifty Shades of Grey»).
- «Левориум» был перед магазином «Sears», которая закрылась из-за Amazon.
- Нед говорит, что примет витаминки в форме Флинстоунов.
- Какао, которое Нед делает Симпсонам — то самое какао, которое он делал Барту в «Симпсонах в кино».
- Песня, играющая, когда Гомер и Нед вместе едут на работу, — пародия на песню «I Love Rock ’n’ Roll» группы The Arrows.
- Песня, играющая, когда Нед становится учителем, — «School Days» Чака Берри.
- Призма, излучающая радугу от лазера, является «примером» хроматической дисперсии.
- Реплику Эдны «Если ты сегодня научил хоть одного ребёнка, день прошёл не зря» взято из серии 21 сезона «Bart Gets a “Z”»[1].

## Отношение критиков и публики
Во время премьеры на канале Fox эпизод просмотрели 2.15 млн человек с рейтингом 0.9, что сделало его самым популярным шоу на канале Fox в ту ночь.
Деннис Перкинс из «The A.V. Club» дал эпизоду оценку D+, сказав, что он «обо всём и ни о чём».
На сайте The NoHomers Club согласно голосованию большинство фанатов оценили серию на 4/5 со средней оценкой 3.51/5.